# A Thousand Miles
A Thousand Miles è un singolo della cantautrice statunitense Vanessa Carlton, pubblicato il 12 febbraio 2002 come primo estratto dal primo album in studio Be Not Nobody. Il singolo, prodotto ed arrangiato da Carlton e Ron Fair, è ad oggi il brano più conosciuto e di maggior successo della cantante. 
Il singolo ha infatti ottenuto un enorme successo in Australia, dove è arrivato alla vetta della classifica, e negli Stati Uniti, Irlanda, Francia, Regno Unito, Italia, e Paesi Bassi, dove è riuscito ad entrare nella top ten.
A Thousand Miles ha vinto nella categoria "Can't Get You out of My Head" durante la cerimonia tenuta da VH1 "Big in 2002", ed è stata nominata per tre Grammy Awards: "disco dell'anno", "canzone dell'anno" e "miglior arrangiamento accompagnato da una parte vocale".
Il brano è stato inserito nella colonna sonora del film White Chicks del 2004.

## Video musicale
Il videoclip, diretto da Marc Klasfeld, è stato trasmesso per la prima volta nella settimana dell'11 febbraio 2002. Nel video Vanessa Carlton è seduta al pianoforte ad eseguire il brano mentre lo sfondo alle sue spalle cambia continuamente, dando l'impressione che il pianoforte stia viaggiando in diversi ambienti. La Carlton ha dichiarato che la prima volta che ha visto il video non riusciva a smettere di ridere, trovandolo particolarmente surreale.

## Tracce
CD single nordamericano
1. A Thousand Miles – 3:59
2. Twilight (live) – 4:07

CD single inglese
1. A Thousand Miles – 3:59
2. Paradise (piano/vocal version) – 3:53
3. Red Ditty – 1:01
4. A Thousand Miles (music video) – 3:59

CD single australiano
1. A Thousand Miles – 3:59
2. Twilight (live) – 4:07
3. Wanted (Ripe mix) – 3:54
4. A Thousand Miles (music video) – 3:59

## Classifiche

### Classifiche settimanali
| Classifica (2002) | Posizione massima |
| ----------------- | ----------------- |
| Australia         | 1                 |
| Austria           | 12                |
| Belgio (Fiandre)  | 4                 |
| Belgio (Vallonia) | 8                 |
| Danimarca         | 3                 |
| Francia           | 8                 |
| Germania          | 14                |
| Irlanda           | 3                 |
| Italia            | 6                 |
| Norvegia          | 14                |
| Nuova Zelanda     | 4                 |
| Paesi Bassi       | 12                |
| Regno Unito       | 6                 |
| Romania           | 8                 |
| Stati Uniti       | 5                 |
| Svezia            | 30                |
| Svizzera          | 8                 |

### Classifiche di fine anno
| Classifica (2002) | Posizione |
| ----------------- | --------- |
| Australia         | 6         |
| Austria           | 74        |
| Belgio (Fiandre)  | 20        |
| Belgio (Vallonia) | 49        |
| Francia           | 57        |
| Germania          | 61        |
| Nuova Zelanda     | 2         |
| Paesi Bassi       | 48        |
| Svizzera          | 20        |

### Classifiche decennali
| Classifica (2000-09) | Posizione |
| -------------------- | --------- |
| Australia            | 70        |